# Tréméreuc
 Tréméreuc  (en bretón Tremereg) es una población y comuna francesa, situada en la región de Bretaña, departamento de Côtes-d'Armor, en el distrito de Dinan y cantón de Ploubalay.

## Demografía
| 416 | 371 | 389 | 450 | 560 | 566 |
| Para los censos de 1962 a 1999 la población legal corresponde a la población sin duplicidades (Fuente: INSEE [Consultar]) |     |     |     |     |     |